# Inaugurace Petra Pavla 2023
Inaugurace Petra Pavla do úřadu prezidenta České republiky proběhla dne 9. března 2023 na slavnostní společné schůzi obou komor Parlamentu České republiky ve Vladislavském sálu Pražského hradu. Jednalo se o sedmou inauguraci v historii samostatné České republiky.

## Předcházející volba
Inaugurace Petra Pavla navazovala na volbu prezidenta České republiky 2023, ve které Petr Pavel v druhém kole se ziskem 58,32 % hlasů porazil Andreje Babiše.

## Přípravy
Přípravu inaugurace zajišťovala Kancelář prezidenta republiky v čele s Vratislavem Mynářem, Kancelář Poslanecké sněmovny v čele s Martinem Plíškem a tým zvoleného prezidenta Petra Pavla v čele s budoucí vedoucí Kanceláře prezidenta republiky Janou Vohralíkovou.
Místem inaugurace se stal Vladislavský sál, ve kterém se konaly všechny československé i české inaugurace od roku 1946. Původně byla zamýšlena účast hlav cizích státu, nakonec však bylo od tohoto záměru upuštěno.

## Průběh
Inaugurace se zúčastnilo okolo 850 hostů, zejména poslanci a senátoři Parlamentu České republiky, vláda České republiky, bývalí prezidenti republiky s manželkami, Dagmar Havlová a předseda Ústavního soudu České republiky Pavel Rychetský. Dále se inaugurace zúčastnili zástupci justice, akademické obce, Armády České republiky, bezpečnostních sborů, diplomatičtí hosté, rodina Petra Pavla a další hosté pozvaní Petrem Pavlem.

### Svěšení vlajky prezidenta republiky

Vlajka prezidenta České republiky

Odbitím půlnoci z 8. na 9. března 2023 byla svěšena vlajka prezidenta republiky nad Pražským hradem. Dále se v tuto chvíli výkonu prezidentských pravomocí ujmuli podle čl. 66 Ústavy České republiky předsedkyně Poslanecké sněmovny, předseda Senátu a předseda vlády, a to až do doby složení prezidentského slibu Petrem Pavlem.

### Oběd odcházejícího a nastupujícího prezidenta
Ve Zlaté jídelně Pražského hradu 9. března ve 12:00 hodin proběhl oběd odcházejícího prezidenta Miloše Zemana s manželkou Ivanou a nastupujícího prezidenta Petra Pavla s manželkou Evou. Tento oběd trval přibližně do 13:00 hodin.

### Slavnostní schůze obou komor Parlamentu

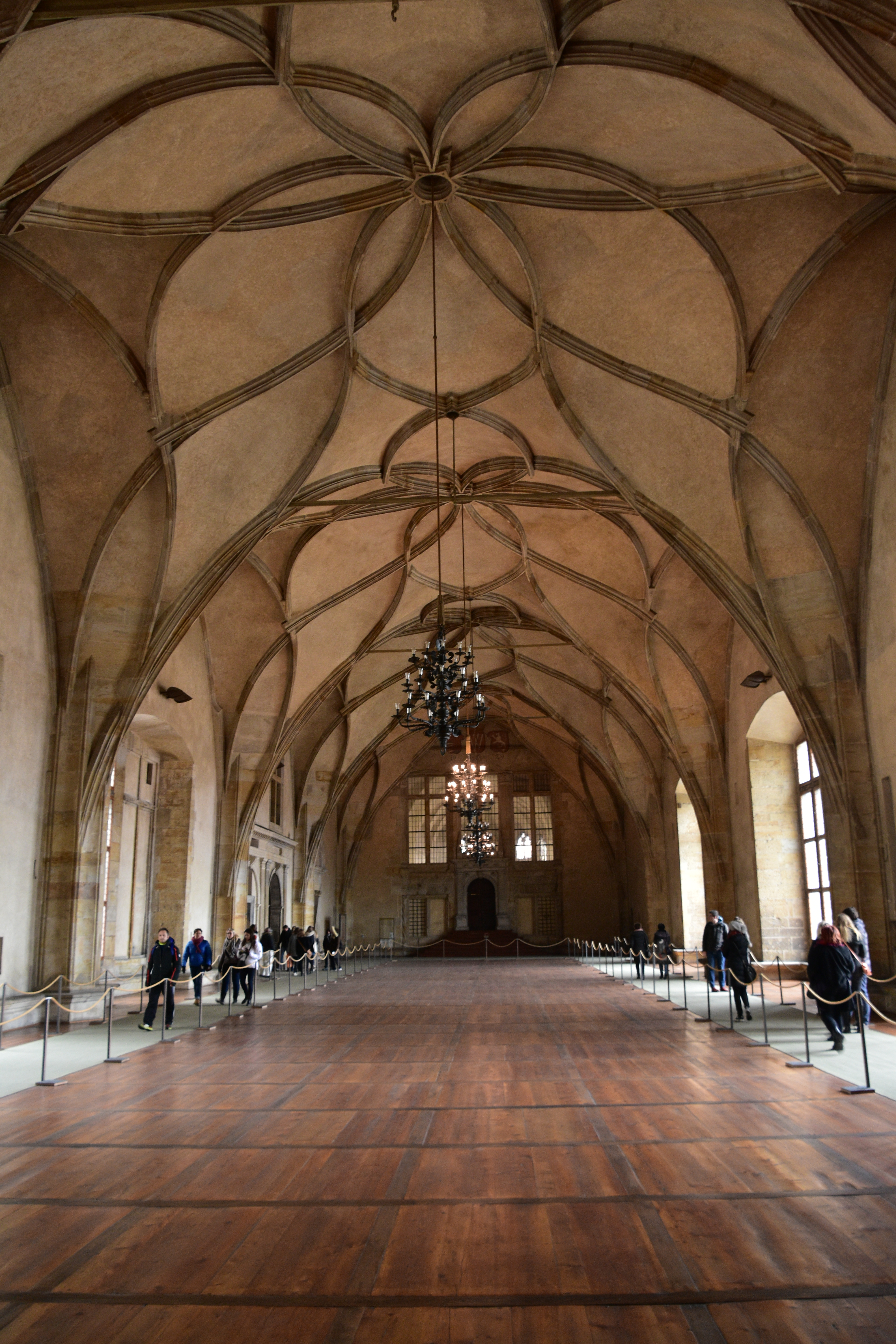
Vladislavský sál Pražského hradu

Slavnostní schůze obou komor Parlamentu ČR začala ve 14:00 hodin příchodem předsedkyně Poslanecké sněmovny, předsedy Senátu, předsedy vlády a předsedy Ústavního soudu s manželkou, následovali bývalí prezidenti Zeman a Klaus s manželkami a Dagmar Havlová. Následně byly přineseny Řád Bílého lva, Řád Tomáše Garrigua Masaryka a slavnostní výtisk Ústavy České republiky. Poté za zvuku Slavnostní intrády vstoupili do Vladislavského sálu Petr Pavel s manželkou Evou. Nakonec byly přineseny státní vlajka České republiky a vlajka prezidenta republiky. Ve 14:14 hodin Petr Pavel s rukou položenou na slavnostním výtisku Ústavy složil do rukou předsedy Senátu Miloše Vystrčila slib předepsaný čl. 59 Ústavy a následně jej stvrdil svým podpisem. V tomto okamžiku se ujal prezidentského úřadu. Následně zaznělo 21 dělových salv z Petřína za zvuků české státní hymny byla vztyčena prezidentská standarta, protože prezidentský úřad byl znovu obsazen. Poté Petr Pavel pronesl třináctiminutový projev. Po projevu Petra Pavla následovalo krátké slovo předsedkyně Poslanecké sněmovny Markéty Pekarové Adamové, následně Petr Pavel odešel se svojí ženou Evou z Vladislavského sálu za zvuků fanfáry z opery Libuše, čímž slavnostní schůze obou komor Parlamentu ČR skončila. Celá schůze trvala 37 minut. Ceremoniál mohli občané sledovat na Třetím nádvoří Pražského hradu a na Hradčanském náměstí.
| „                                                                    | Slibuji věrnost České republice. Slibuji, že budu zachovávat její Ústavu a zákony. Slibuji na svou čest, že svůj úřad budu zastávat v zájmu všeho lidu a podle svého nejlepšího vědomí a svědomí. | “ |
| — slib prezidenta republiky předepsaný čl. 59 Ústavy České republiky | |   |

### Pozdrav občanů z prezidentského balkónu

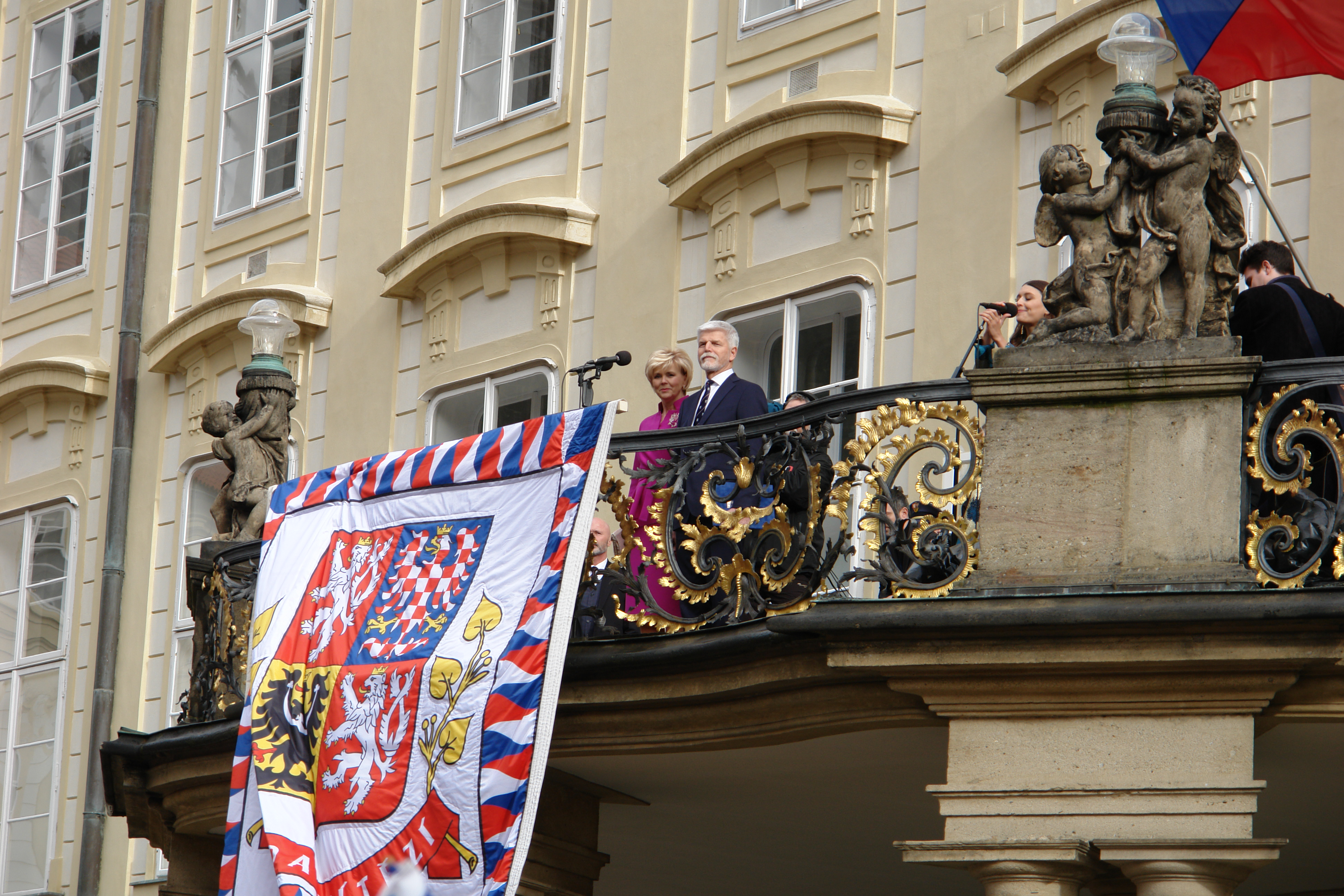
Petr Pavel s manželkou Evou během pozdravu na balkóně na III. nádvoří Pražského hradu

Po skončení schůze Parlamentu prezidentský pár pozdravil dav občanů na třetím nádvoří Pražského hradu z prezidentského balkónu. Také zazněla česká státní hymna. Překvapením, které avizovala vedoucí prezidentské kanceláře Jana Vohralíková, bylo navrácení standarty, kterou v roce 2015 ukradli z Pražského hradu členové spolku Ztohoven.

### Položení květin k pomníku T. G. Masaryka
Po pozdravu občanů z prezidentského balkónu Petr Pavel za doprovodu náčelníka Generálního štábu Armády České republiky Karla Řehky položil květiny k soše T. G. Masaryka na Hradčanském náměstí. Následně se krátce pozdravil s občany. Poté se stejnou cestou vrátil do Pražského hradu.

### „Číše vína“ ve Španělském sálu
Po navrácení od sochy T. G. Masaryka následovala „číše vína“ ve Španělském sálu Pražského hradu, na kterou bylo pozváno až 3 000 lidí. Zahrála např. skupina Spirituál kvintet.

### Te Deum a modlitba v kapli sv. Václava
Od 18:00 proběhl program v katedrále sv. Víta, Václava a Vojtěcha, který obnášel ekumenickou modlitbu v kapli sv. Václava a Dvořákovo Te Deum v podání České filharmonie.
Dle jednoho z účastníků, kazatele Církve bratrské Davida Nováka, byla ekumenická bohoslužba promarněnou příležitostí, jak ukázat české církve v trochu modernější podobě. Kritizuje hlavně, že bohoslužby byly převážně katolické, modlitby byly směřovány ke svatým, nikoliv k Hospodinu (přestože protestantské církve a Židé zastoupení zde zemským rabínem se ke svatým nemodlí), a hlavním artefaktem se stala lebka svatého Václava.